# Monument à Étienne-Jules Marey

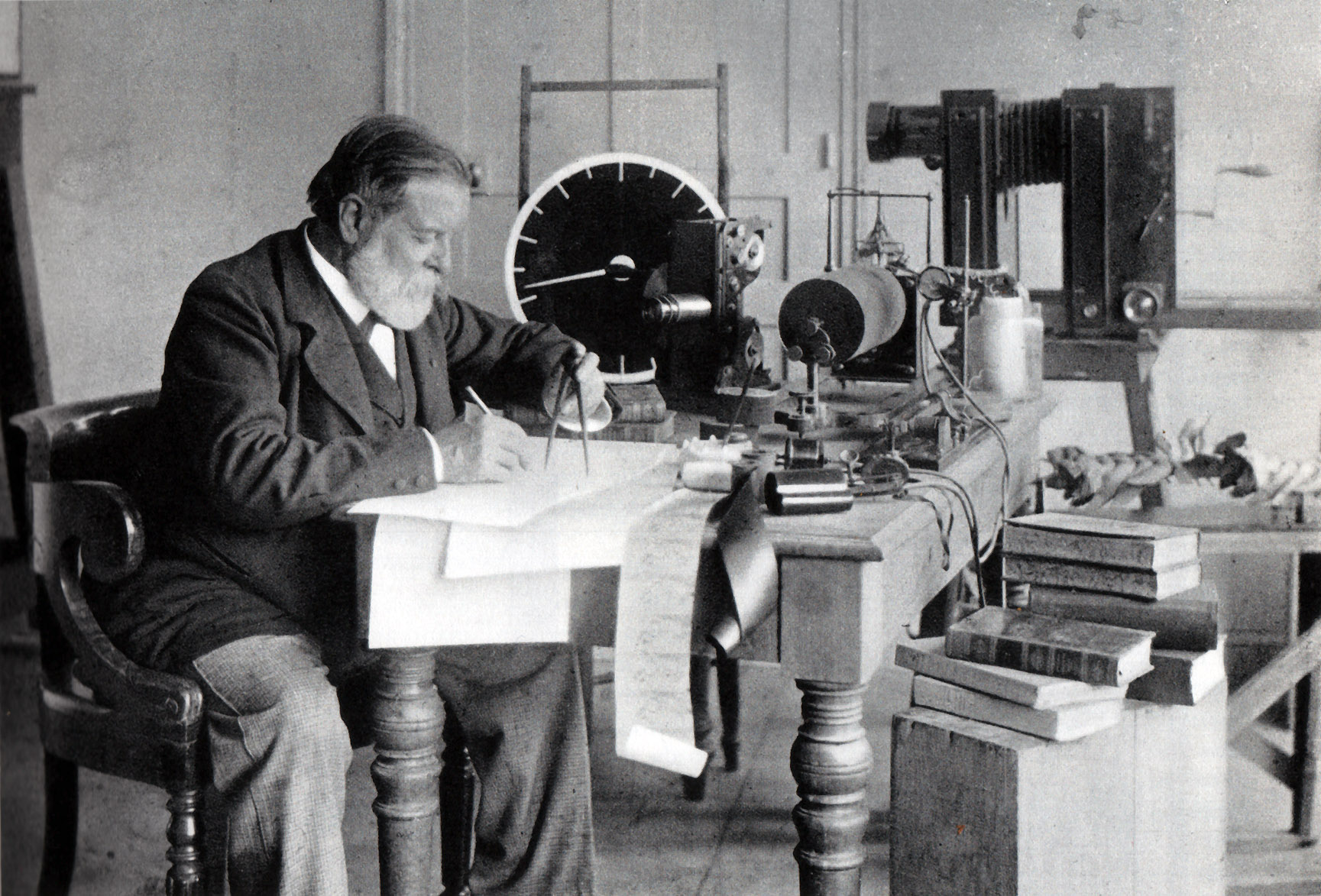
Sur cette photographie d'époque, on retrouve des éléments représentés dans la sculpture, comme le siège et le cylindre enregistreur.

Le monument à Étienne-Jules Marey est un monument élevé par souscription publique internationale en hommage à Étienne-Jules Marey, inventeur notamment de la chronophotographie et précurseur du cinéma.

## Localisation
Le monument est situé actuellement place Marey à Beaune, en Côte-d'Or en France.

## Description
Au début du XXe siècle, le principal du collège Monge, Auguste Dubois, crée un comité en 1908 pour lancer une initiative d’une souscription publique internationale pour la création d’une statue à Étienne-Jules Marey décédé quatre ans plus tôt. La Ville met à disposition un terrain et le comité confie en 1910 la réalisation du monument à l’architecte Régis Jardel et au sculpteur bourguignon Henri Bouchard, Prix de Rome.
Achevé en 1911, le monument est inauguré le 31 août 1913 en présence du ministre des Finances Charles Dumont, du maire de Beaune, Jacques Vincent et du docteur Edmond Bouley, devant les caméras des actualités hebdomadaires Gaumont
.
Le monument est inscrit au titre des monuments historiques par arrêté du 7 juin 2019 et est classé par arrêté du 1er décembre 2022, qui se substitue au précédent arrêt.
Construit en pierre de Pouillenay, le monument représente Marey assis sur un siège tenant dans sa main droite un chronomètre qui a depuis disparu et à ses pieds, quelques livres comme une allusion à ses très nombreuses publications et un cylindre enregistreur, appareil qu’il avait mis au point pour sa Méthode graphique. Il fait face à un socle où sont représentés des chevaux galopant surmonté du vol décomposé d'un oiseau.
Sur le socle, il est écrit :

« AU DOCTEUR / E. J. MAREY / COMMANDEUR DE LA LEGION D’HONNEUR / MEMBRE DE L’INSTITUT ACADEMIE DES SCIENCES / MEMBRE DE L’ACADEMIE DE MEDECINE / PROFESSEUR AU COLLEGE DE FRANCE / CREATEUR DE LA METHODE GRAPHIQUE / INVENTEUR DU PHOTOGRAPHE / DU CINEMATOGRAPHE, ETC. / AUTEUR DE LA THEORIE DU MOUVEMENT DES ANIMAUX VOL DES OISEAUX / SES CONCITOYENS SES ADMIRATEURS SES AMIS »